# Peintre (constellation)
Pictor
Pour les articles homonymes, voir Peintre.
Le Peintre (en latin Pictor, -is, abrégé en Pic) est une constellation de l'hémisphère sud faiblement visible.

## Histoire
L'abbé Nicolas-Louis de Lacaille a introduit cette constellation en 1752 pour dénommer un pan du ciel austral dépourvu de nom. Appelée à l'origine le Chevalet du peintre, son nom a été simplifié au XIXe siècle.

## Observation des étoiles

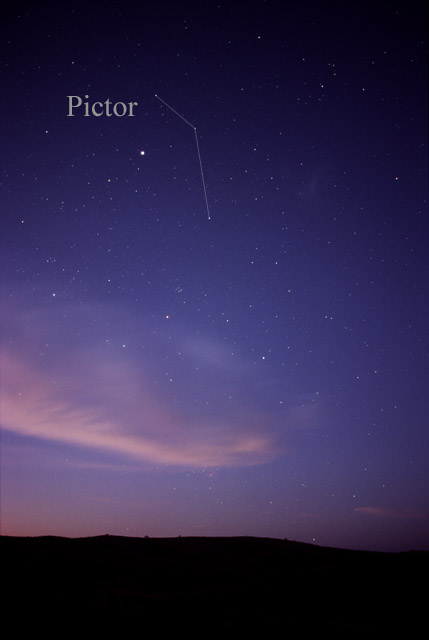
Constellation du Peintre.

Visibilité nocturne de la constellation.

Le Peintre constitue le voisinage Sud de Canopus, de la Carène. Son observation ne présente guère d'intérêt.
La fausse croix du Sud (à la limite entre les Voiles et la Carène) pointe sur α Pic, à quelque ~10° au SSE de Canopus. γ Pic (au SO) et β Pic (O) forment un triangle sensiblement équilatéral de ~5° de côté avec Canopus.
Les limites de la constellation comprennent une zone sans étoile marquante, plus au Nord, au SO du pied de la Colombe.

## Étoiles principales

### αPictoris
L'étoile la plus brillante de la constellation est α Pictoris et n'atteint que la magnitude apparente de 3,24. C'est une sous-géante bleue-blanche, 3 fois plus large que le Soleil, 3 fois plus massive et 40 fois plus lumineuse. Elle est distante d'environ 100 années-lumière.

### βPictoris
β Pictoris (magnitude apparente 3,85) est une étoile blanche entourée d'un disque de poussières de 400 ua de diamètre contenant peut-être un peu de gaz qui serait, selon les théories actuelles, un système planétaire en formation.
Deux planètes, β Pictoris b et c, orbitent autour de l'étoile.

### Autres étoiles
L'étoile de Kapteyn est une naine rouge assez peu lumineuse (magnitude apparente 8,8) qui possède un mouvement propre très important, le deuxième après celui de l'Étoile de Barnard (dans l'Ophiuchus). Elle fut découverte en 1897 par Jacobus Cornelius Kapteyn.
En 1925, une nova, RR Pictoris, est apparue dans cette constellation.
HD 41004 possède une planète en orbite autour d'elle.

## Objets célestes
La constellation du Peintre renferme la galaxie naine irrégulière NGC 1705 distante de 17 millions d'années-lumière.